# 1996年夏季残疾人奥林匹克运动会科特迪瓦代表团
1996年夏季残疾人奥林匹克运动会科特迪瓦代表团是科特迪瓦派出的1996年夏季残疾人奥林匹克运动会代表团。获得2枚金牌。